# Richard Mwanza
Richard Mwanza (ur. 5 maja 1959, zm. 27 kwietnia 1993) – zambijski piłkarz grający na pozycji bramkarza.

## Kariera klubowa
Całą swoją karierę piłkarską Mwanza spędził w klubie Kabwe Warriors. W 1980 roku zadebiutował w jego barwach w zambijskiej Premier League i grał w nim do 1993 roku. W 1987 roku wywalczył z nim mistrzostwo kraju. Wraz z Kabwe Warriors zdobył też dwa Puchary Zambii (1984, 1987) i dwa Zambian Challenge Cup (1989, 1991).
27 kwietnia 1993 Mwanza zginął w katastrofie samolotu w Gabonie, w której zginęła cała reprezentacja Zambii.

## Kariera reprezentacyjna
W reprezentacji Zambii Mwanza zadebiutował w 1987 roku. W 1988 roku zagrał na Igrzyskach Olimpijskich w Seulu. W 1992 roku został powołany do kadry na Puchar Narodów Afryki 1992. W kadrze Zambii występował do 1993 roku.